# La mañana en casa
La mañana en casa es un programa de televisión uruguayo de género magacín con noticias, humor, recetas y entrevistas. Se emite desde el lunes 9 de marzo de 2015, por Canal 10. Actualmente se emite de lunes a viernes desde las 10:30 a las 12:30 con la conducción de Petru Valensky, Eduardo Gianarelli, Eliana Dide y Magdalena Correa.

## Historia
El programa comenzó sus emisiones el día 9 de marzo del año 2015 reemplazando a Hola vecinos, con la conducción de los comunicadores María Inés Obaldía, Rafael "Rafa" Cotelo, Iñaki Abadie y Petru Valensky, y con la participación de Ana Durán y María José Pino en la cocina y móviles respectivamente.
La mañana en casa nació de un momento para otro, ya que tras la muerte de Ana Nahum el 9 de enero de 2015, Canal 10 decidió levantar Hola vecinos debido a que pensaban que no se podía seguir tras la muerte de una fuerte integrante de ese equipo. Canal 10 estuvo 2 meses sin programación nacional en sus mañanas, hasta el debut de La mañana. Para el equipo, fue un golpe muy fuerte el triste fallecimiento de Ana.  
El viernes 28 de noviembre del año 2016 se despide de la conducción el comunicador Iñaki Abadie. En ese momento se une al programa el periodista Martín Rodríguez. Además se despide María José Pino.
En el año 2017 se retiran los periodistas Rafael Cotelo y Martín Rodríguez, y se unen al programa Kairo Herrera y Noelia Etcheverry, esta última en los móviles, y de reemplazo en la conducción del mismo. Además se suma la cocinera Leticia Cicero subcampeona de la primera temporada de MasterChef Uruguay.
En el 2020 se retira del programa la conductora principal María Inés Obaldía, debido a que toma el cargo político de Directora de Cultura de la Intendencia de Montevideo. Noelia Etcheverry pasa a la conducción y se suma a los móviles Verónica Chevalier. Al año siguiente se suman a la conducción del programa Eliana Dide y Humberto de Vargas, este último solo por unos meses, así como Laurent Lainé en segmentos culinarios.
En el 2024, se retiró del programa Noelia Etcheverry, debido a las grabaciones de La voz Uruguay y otros programas en el canal, se suma Eduardo Gianarelli en reemplazo de Kairo Herrera (quien fue desvinculado a fines de 2023).El primero de mayo de 2024, coincidiendo con el día de los trabajadores, Verónica Chevalier renunció al programa (también a Arriba gente, que lo hizo días antes), asumiendo nuevos desafíos en la coordinación y móviles de Subrayado, lo reemplazó Shulay Cabrera. Además, a mediados de mayo, se sumó Aldo Martínez a la conducción. 
El 9 de setiembre de 2024, el programa se renovó estrenando cortina musical y modificando su estudio junto a Arriba gente (este solamente achicó su estudio). 
El lunes 12 de mayo de 2025, se anunció que a partir del martes 13 la periodista Magdalena Correa se suma al programa. Se había despedido en marzo del programa vecino Arriba gente para irse a vivir a México. 

## Equipo

### Conducción
- Iñaki Abadie (2015 - 2016)
- Rafael Cotelo (2015 - 2017)
- Martín Rodríguez (2016 - 2017)
- María Inés Obaldía (2015 - 2020)
- Petru Valensky (2015 - presente)
- Kairo Herrera (2017 - 2023)
- Noelia Etcheverry (2017 - 2024)
- Humberto de Vargas (2021)
- Eliana Dide (2021 - presente)
- Eduardo Gianarelli (2024-presente)
- Magdalena Correa (2025-presente)

### Cocina
- Ana Durán (2015 - presente)
- Leticia Cicero (2017 - presente)
- Laurant Lainé (2021)
- Lucas Fuente (2021 - 2024)
- Jesús Graña (2024 - presente)

### Móviles
- María José Pino (2015 - 2016)
- Noelia Etcheverry (2017 - 2020)
- Verónica Chevalier (2020 - 2024)
- Shulay Cabrera (2024 - presente)

## La tarde en casa
Debido a la buena audiencia del programa, se creó una continuación en las tardes, La tarde en casa, con un formato periodístico. Fue emitido desde el 28 de marzo de 2016 hasta el 23 de diciembre de 2020 por Canal 10.
Fue conducido por María Inés Obaldía y también participaron del programa los comunicadores Gerardo Sotelo, Magdalena Correa y Aureliano Folle. 
En el último tiempo, la dupla conductora fue Correa y Folle.

## Premios y nominaciones
| Año  | Premio            | Categoría                 | Dirigido a         | Resultado |
| ---- | ----------------- | ------------------------- | ------------------ | --------- |
| 2016 | Premios Iris 2016 | Mejor magazine            | La mañana en casa  | Nominados |
| 2016 | Premios Iris 2016 | Mejor conducción femenina | María Inés Obaldía | Nominada  |
| 2016 | Premios Iris 2016 | Mejor labor humorística   | Petru Valensky     | Nominado  |
| 2017 | Premios Iris 2017 | Mejor magazine            | La mañana en casa  | Nominados |
| 2017 | Premios Iris 2017 | Revelación                | Martín Rodríguez   | Nominado  |
| 2017 | Premios Iris 2017 | Mejor labor humorística   | Petru Valensky     | Nominado  |
| 2018 | Premios Iris 2018 | Mejor magazine            | La mañana en casa  | Nominados |
| 2018 | Premios Iris 2018 | Mejor labor humorística   | Petru Valensky     | Ganador   |